# Luís Manuel Barreira de Sousa
Luís Manuel Barreira de Sousa (* 25. Oktober 1957 in Lissabon, Portugal) ist ein portugiesischer Diplomat.

## Werdegang
Am 13. November 2009 wurde Sousa, der bisher stellvertretender Generalsekretär im Außenministerium war, zum portugiesischen Botschafter in Osttimor ernannt. Er folgte damit João Nugent Ramos Pinto. Am 5. April 2013 endete Sousas Zeit in Dili. Sein Nachfolger in Osttimor wurde Manuel António Gonçalves de Jesus.
Am 6. April 2013 folgte für Sousa das Amt des portugiesischen Botschafters für Thailand. Hier war er der Nachfolger von Jorge Ryder Torres Pereira. In Laos vertrat Sousa Portugal zudem ab seiner Ernennung am 28. Oktober 2013. Die Amtszeit dauerte bis zum 9. April 2014. Dann übernahm Francisco de Assis Morais e Cunha Vaz Patto den Botschafterposten.
Seit dem 20. Juni 2014 ist Sousa als Nachfolger von Jorge Ryder Torres Pereira portugiesischer Botschafter für Malaysia. Zusätzlich ist Sousa seit dem 18. September als Nachfolger von José Tadeu da Costa Sousa Soares für Vietnam zuständig. Am 16. März 2015 übergab Sousa seine Akkreditierung als Botschafter an Präsident Trương Tấn Sang. Sousas Amtssitz ist weiterhin das thailändische Bangkok.

## Auszeichnungen
2015 erhielt Sousa von Osttimors Präsidenten José Ramos-Horta die Insígnia des Ordem de Timor-Leste.